# Carole Fredericks
Pour les articles homonymes, voir Fredericks (homonymie).
Carole Fredericks, née le 5 juin 1952 à Springfield (Massachusetts), et morte le 7 juin 2001 à Dakar (Sénégal), est une chanteuse afro-américaine.
Sœur cadette du musicien de blues Taj Mahal, elle est principalement connue pour sa collaboration avec Jean-Jacques Goldman et Michael Jones dans le trio Fredericks Goldman Jones. Elle a également mené une carrière de choriste, notamment sur le premier album de Mylène Farmer, Cendres de lune (1986), et sur sa première tournée en 1989, ainsi que pour Johnny Hallyday, Michel Sardou, France Gall, Hubert-Félix Thiéfaine et Roch Voisine.

## Biographie
Carole Fredericks est née le 5 juin 1952 à Springfield dans le Massachusetts. Elle est le cinquième enfant de Mildred et de Harry Fredericks. À l'âge de 20 ans, elle part vivre en Californie où elle commence sa carrière de chanteuse tout en vivant de petits boulots.
En 1979, sur un coup de tête, elle rejoint la France. Les événements s'enchaînent très vite avec la signature d'un contrat pour l'enregistrement d'un disque Black Orchid mais surtout de nombreux engagements comme choriste auprès d'artistes renommés comme Sylvie Vartan, Hubert-Félix Thiéfaine, Mireille Mathieu, Serge Gainsbourg, France Gall, Mylène Farmer, François Feldman, Eurythmics, Simple Minds, Elli & Jacno ou Guesch Patti. Carole Fredericks fait partie des choristes très en vogue dans les années 1980-1990 et elle est souvent accompagnée de ses amies Ann Calvert, Yvonne Jones, Joniece Jamison, Debbie Davis et Beckie Bell en studio ou sur scène.
En 1990, elle rejoint Jean-Jacques Goldman et Michael Jones pour former le trio Fredericks Goldman Jones. Il en résultera deux albums studio et deux albums live, trois tournées et des milliers de spectateurs. L'aventure avait débuté quatre ans auparavant sur les précédentes tournées de Jean-Jacques Goldman et c'est naturellement que le trio s'est formé.
En 1996, Carole Fredericks répond à l'attente de ses fans en publiant l'album Springfield comportant 14 chansons aux styles blues et gospel. Elle signe les textes et confie la composition à Gildas Arzel, Erick Benzi, Jean-Jacques Goldman, Jacques Veneruso. Ces derniers participent à la production artistique de l'album. Son frère Taj Mahal et sa sœur Connie viennent donner de la voix sur plusieurs titres. Plusieurs titres seront extraits pour la promotion de l'album : Change, Shine, Jesus in me et Run away Love (qui servira de chanson-thème au film Une chance sur deux de Patrice Leconte).
En 1999, un deuxième album paraît. Les onze titres de Couleurs et parfums mélangent titres inédits et reprises de différents styles musicaux. Parmi les auteurs-compositeurs de l'album, on retrouve Jacques Veneruso, Jean-Jacques Goldman, Yvonne Jones et Michael Jones. L'album a été annoncé, l'été précédent, avec le titre à succès Personne ne saurait en duo avec le groupe Poetic Lover. Suivront les singles Qu'est-ce qui t'amène, Respire et Le prix à payer.
En mars 2001, elle est l'une des nombreuses interprètes du titre Que serais-je demain ? en tant que membre du collectif féminin Les Voix de l'espoir créé par Princess Erika.
Carole Fredericks meurt d'une crise cardiaque le 7 juin 2001 à Dakar, deux jours après avoir fêté ses 49 ans,, en descendant de scène à la fin d'un concert. Elle repose au cimetière de Montmartre (division 23) à Paris.
Dix ans après sa disparition, le 7 novembre 2011, Legacy Recordings publie un album compilation comprenant 17 titres dont 14 issus de ses deux derniers albums solo.

### Hommages

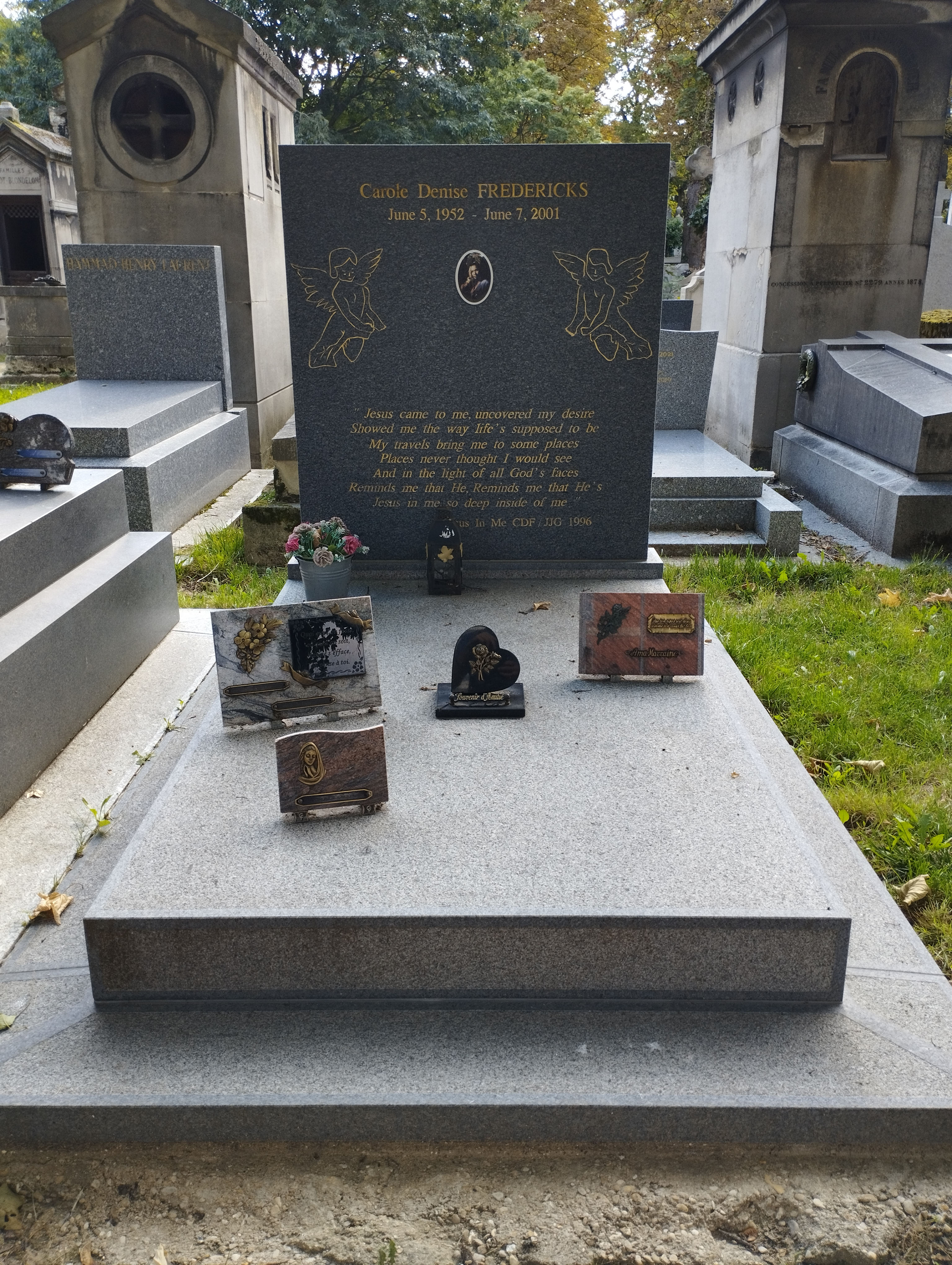
Tombe de Carole Fredericks au cimetière de Montmartre (division 23).

À son retour du Sénégal, Carole Fredericks devait rejoindre ses compagnons Michael Jones et Jean-Jacques Goldman pour un concert live Autour du blues au Club Med World Paris-Bercy (le 11 juin 2001). Ils ont quand même tenu à se produire pour interpréter la chanson Dust My Blues que le trio vocal aimait partager sur scène.
Lors de sa tournée Un tour ensemble en 2002, Jean-Jacques Goldman lui a rendu hommage avec la chanson Juste après. La voix de Carole Fredericks s'immisce grâce à une de ses anciennes prestations lors d'une des tournées avec le trio vocal Fredericks Goldman Jones. En passant et Veiller tard, dans une atmosphère particulière, suivent Juste après. Jean-Jacques a expliqué qu’en chantant En passant il n’a pensé qu’à Carole et ensuite il ne se voyait pas repartir sur des chansons « joyeuses » d’où Veiller tard qui sert de passerelle pour que le concert continue.
En 2004, Jacques Veneruso écrit deux titres hommages à son amie disparue. Ce qui nous manque de toi est interprété par Lââm en compagnie de Jean-Jacques Goldman, Michael Jones et Jacques Veneruso ; quant à Un dernier blues pour toi, il est interprété en solo par Michael Jones et ouvre son album Prises et Reprises.
Du 15 février 2008 au 9 novembre 2008, la ville natale (Springfield – Massachusetts) de Carole Fredericks et de son grand frère Taj Mahal (avec le concours de la fondation Carole Fredericks) a consacré une exposition retraçant leurs évolutions artistiques et musicales.
Depuis 2008, une rue de la ville de Montreuil (département de Seine-Saint-Denis, France) porte le nom de Carole Fredericks.

## Discographie

### En solo

#### Albums studio
- 1979 : Black Orchid
- 1996 : Springfield
- 1999 : Couleurs et Parfums

#### Compilation
- 2011 : Best Of

### AvecJean-Jacques GoldmanetMichael Jones

#### Albums studio
- 1990 : Fredericks Goldman Jones
- 1993 : Rouge

#### Albums live
- 1992 : Sur scène
- 1995 : Du New Morning au Zénith

#### Compilations
- 1991 : Un, deux, trois 89 - 90
- 2000 : Pluriel 90/96

### Participations en tant qu'interprète

#### Années 1980
- - 1986 : B.O du film Les Frères Pétard (réalisé par Hervé Palud) avec la reprise de la chanson Ca c'est Paris
  - 1987 : Album Cendres de lune (Mylène Farmer) sur le titre We'll never die (featuring)
  - 1987 : Album  Labyrinthe (Guesch Patti) sur les titres Triangle, Faits Divers et Roule... Tu Dis! (chœurs)
  - 1989 : Album live En concert (Mylène Farmer) sur le titre Maman a tort et Plus grandir (featuring)
  - 1989 : B.O du film L'Union sacrée (réalisé par Alexandre Arcady) avec les titres Brother I et Brother II (interprétés en solo)

#### Années 1990
- - 1992 : Album de remixes Dance Remixes (Mylène Farmer) sur les titres Plus grandir (mother's live remix) et We'll never die (techno remix) (featuring)
  - 1993 : Album concept Le petit Artur (Alan Simon) sur le titre Naissance (interprété en solo)
  - 1995 : Album compilation Bienvenue chez moi (Florent Pagny) sur le titre Oh happy day
  - 1995 : Album concept Les enfants du futur (Alan Simon) sur les titres Frères de sang et Complainte de l'univers (dialogues + titres chantés)
  - 1996 : B.O du film Une chance sur deux (réalisé par Patrice Leconte) avec le titre Run away love issu de son album solo Springfield
  - 1999 : Album Free your self (Saint-Preux) sur les titres Marry Me et Love in duty free
  - 1999 : Album caritatif Brise de conscience (collectif du même nom) sur le titre Changer l'horizon (en duo avec Lââm)

#### Années 2000
- - 2000 : Album caritatif Noël Ensemble (Ensemble contre le sida) sur le titre éponyme (interprété avec 100 autres chanteurs)
  - 2001 : Album caritatif Les voix de l'espoir (collectif du même nom) sur le titre Que serai-je demain (interprété avec 21 autres chanteuses)

### Participations en tant que choriste

#### Années 1970
- - 1974 : Taj Mahal, Mo root's
  - 1976 : Taj Mahal, Satisfied'N Tickled Too
  - 1977 : Taj Mahal, Music Fuhyuh
  - 1977 : Taj Mahal, Evolution
  - 1978 : Denise McCann, Midnight Madness
  - 1979 : Taj Mahal, Together

#### Années 1980
- - 1980 : Bernie Lyon, Bernie Lyon
  - 1980 : OGI, Nukeclear Time
  - 1980 : Rod, Start it all over again
  - 1980 : Madame, Danse, Madame de…
  - 1980 : Yann Linhart, Call on the White Line
  - 1981 : Hubert-Félix Thiéfaine, Dernières balises (avant mutation)
  - 1981 : Olivier Kowalski, Photocopies
  - 1981 : Yves Simon, Une vie comme ça
  - 1982 : Hubert-Félix Thiéfaine, Soleil cherche futur
  - 1982 : Claude Jacquin, Fric Frac
  - 1982 : France Gall, Palais des sports 1982
  - 1982 : Jean Guidoni, Crime passionnel
  - 1982 : Cecil Maury, Sentimenteur
  - 1982 : Katia, Ça danse Boite à Musique
  - 1983 : Hubert-Félix Thiéfaine, En concert
  - 1984 : Eddy Mitchell, Palais des sports 84
  - 1984 : Bernard Lavilliers, Tout est permis, rien n'est possible
  - 1984 : Pierre Meige, Les années futures
  - 1985 : Yves Simon, De l'autre côté du monde
  - 1986 : Patrick Bruel, 2 faces
  - 1986 : Duran Duran, Big Thing
  - 1986 : Bernie Bonvoisin, Couleur noire passion
  - 1986 : Orchestral Manoeuvres in the Dark, The Pacific Age
  - 1986 : Stéphanie de Monaco, Stéphanie
  - 1987 : Mylène Farmer, Cendres de lune
  - 1987 : Jean-Jacques Goldman, Entre gris clair et gris foncé
  - 1987 : Animo, Des gens tristes
  - 1987 : Kasper, Daddy's in rare form tonight
  - 1987 : Dominique Panol, Bolotte
  - 1987 : Suzy Andrews, Get me
  - 1987 : Kasper, Kilimanjaro
  - 1987 : Guesch Patti, Labyrinthe
  - 1988 : Véronique Sanson, Allah
  - 1988 : Vanessa Paradis, M et J
  - 1988 : Gérard Berliner, Le messager
  - 1989 : Carol Arnauld, Musique black
  - 1989 : Zachary Richard, Zack Attack
  - 1989 : Mylène Farmer, En concert
  - 1989 : Philip Alvo, Lève-toi (le public)
  - 1989 : Julie Pietri, La légende des madones
  - 1989 : Johnny Hallyday, Cadillac

#### Années 1990
- - 1990 : Jean-Jacques Milteau, Explorer
  - 1990 : Thierry Hazard, Pop Music
  - 1990 : Vanessa Paradis, Variations sur le même t'aime
  - 1990 : Michel Polnareff, Kâmâ Sutrâ
  - 1990 : Thomas Fersen, Le peuple de la nuit
  - 1990 : Michel Sardou, Marie-Jeanne
  - 1990 : Roch Voisine, Double
  - 1991 : Mylène Farmer, L'Autre...
  - 1991 : François Feldman, Magic'Boulevard
  - 1991 : Pierre Morin, La fidélité de notre amour
  - 1991 : Victor Lazlo, My Delicious Poison
  - 1991 : François Valéry, Tout est écrit
  - 1991 : Peter Kitsch, Pete à l'Inter
  - 1991 : Sand et les Romantiques (spectacle musical composé par Catherine Lara et écrit par Luc Plamondon)
  - 1991 : Johnny Hallyday Ça ne change pas un homme
  - 1991 : Paulo Mondano, Couleur Cinecitta
  - 1992 : Robert Charlebois, Immensément
  - 1992 : Michel Sardou, Le Bac G
  - 1992 : Vivien Savage, Le voyage de North's son
  - 1993 : Thierry Hazard, Où sont passés les beatniks ?
  - 1993 : Elton John, The One (sur le duo Run away train avec Eric Clapton)
  - 1993 : Yannick Noah, Urban Tribu
  - 1993 : Daniel Seff, Quelque chose de toi
  - 1994 : Francis Cabrel, Samedi soir sur la Terre
  - 1994 : Renaud Hantson, Des plaies et des bosses
  - 1994 : Florent Pagny, Rester vrai
  - 1994 : Liane Foly, Les petites notes
  - 1994 : Marc Lavoine, Faux rêveur
  - 1994 : Léa Kiss, Sexy Woman
  - 1995 : Matilda, Give me your love
  - 1995 : Céline Dion, D'eux / The French Album
  - 1996 : Céline Dion, Falling into You
  - 1996 : Vincent Baguian, Pas mal
  - 1996 : Michel Françoise, 4
  - 1996 : Christophe Rippert, Juste ces mots...
  - 1996 : Peter Kitsch, I Evol Uoy
  - 1997 : Jean-Jacques Goldman, En passant
  - 1997 : Patricia Kaas, Dans ma chair
  - 1998 : Abel, Changer de chaîne
  - 1998 : Phil Barney, Tour d'ivoire
  - 1998 : Céline Dion, S'il suffisait d'aimer
  - 1998 : François Feldman, A contre jour
  - 1998 : Tommy Snyder, Snyder's market
  - 1999 : Johnny Hallyday, Sang pour sang
  - 1999 : Larusso, Il suffira

#### Années 2000
- - 2000 : Vincent Baguian, Mes chants
  - 2000 : Julien Clerc, Si j'étais elle
  - 2000 : Youri Djorkaeff, Vivre dans ta lumière
  - 2000 : Ishtar, La voix d'Alabina
  - 2001 : Didier Barbelivien, Chanteur français
  - 2001 : Faudel, Samra
  - 2001 : Lââm, Une vie ne suffit pas
  - 2001 : Allan Théo : Sans un mot (album Soupir)

## Filmographie

### Clips
- En solo
  - 1996 : Change
  - 1996 : Run away love
  - 1998 : Personne ne saurait (duo avec Poetic Lover)
  - 1999 : Qu'est-ce qui t'amène
  - 1999 : Respire, réalisation Yannick Saillet
  - 2000 : Le prix à payer
- Fredericks Goldman Jones
  - 1990 : Nuit, réalisation Bernard Schmitt
  - 1991 : Né en 17 à Leidenstadt, réalisation Michel Meyer
  - 1991 : Un, deux, trois, réalisation Michel Mandero
  - 1992 : Je commence demain, réalisation Bernard Schmitt
  - 1993 : Rouge, réalisation Tony Van Den Ende
  - 1993 : Juste après, réalisation Michel Meyer
  - 1993 : Des vies, réalisation Tony Van Den Ende
  - 1993 : Fermer les yeux, réalisation David Mileikowski
  - 1995 : Think, réalisation Thierry Rajic
  - 1995 : Pas toi, réalisation Thierry Rajic
  - 2000 : Peurs, réalisation Gilbert Namiand
- Apparitions secondaires
  - 1990 : François Feldman & Joniece Jamison - Joue pas
  - 2000 : Dje-An - Mon caractère (Lââm apparait aussi)

### Cinéma
- 1986 : Les Frères Pétard de Hervé Palud
- 1986 : Pirates de Roman Polanski
- 1986 : I Love You de Marco Ferreri
- 1987 : Les Deux Crocodiles de Joël Séria
- 1989 : Roselyne et les Lions de Jean-Jacques Beineix